# Insane Clown Posse
Insane Clown Posse is een Amerikaans hiphopduo uit Detroit, Michigan. De groep bestaat uit rappers Joseph Bruce en Joseph Utsler.
De band staat bekend om hun spectaculaire live-optredens, waar een uitgebreide show wordt opgevoerd. Tijdens optredens zijn de twee hiphoppers beschminkt en spelen dan hun personages 'Violent J' en 'Shaggy 2 Dope', twee zogenaamde 'evil clowns'. De muziek combineert snelle hiphop met invloeden uit het horrorgenre; deze stijl van muziek wordt meestal horrorcore genoemd. De teksten zijn vaak over-the-top gewelddadig en seksueel getint.

## Subcultuur
Rondom de Insane Clown Posse en verwante artiesten is een subcultuur ontstaan. Fans van Insane Clown Posse en andere groepen van Psychopathic Records worden 'Juggalo' (mannelijk) of 'Juggalette' (vrouwelijk) genoemd en hebben hun eigen gewoontes ontwikkeld. Zo drinken ze de frisdrank Faygo, schminken ze hun gezicht en hebben ze hun eigen slang.
Zowel Bruce als Utsler zijn naast rapper ook actief als professioneel worstelaar. Ze begonnen hiermee in 1983 in hun eigen achtertuin maar in de jaren 90 deden ze mee aan professionele evenementen van de ECW, WWE en WCW. In 1999 richtten ze hun eigen worstelpromotor op, de Juggalo Championship Wrestling.

## Discografie
| - Carnival of Carnage (1992) - Ringmaster (1994) - Riddle Box (1995) - The Great Milenko (1997) - The Amazing Jeckel Brothers (1999) - Bizaar; Bizzar (2000) - The Wraith: Hell's Pit (2004) - The Wraith: Shangri-La (2002) | - The Tempest (2007) - Bang! Pow! Boom! (2009) - The Mighty Death Pop! (2012) - The Marvelous Missing Link: Lost (2015) - The Marvelous Missing Link: Found (2015) - Fearless Fred Fury (2019) - Yum Yum Bedlam (2021) |